# لولا (أغنية)

لولا (بالإنجليزية: Lola) أغنية من أداء فريق الروك الإنجليزي كينكس من ألبوم الفريق «لولا ضد بورمان وموني جروند Lola Versus Powerman and the Moneygoround, Part One». كتب الأغنية عضو الفريق راي ديفيز، وهي تحكي عن شاب يلتقي بشابة في نادٍ في سوهو بلندن. صدرت الأغنية في المملكة المتحدة في 12 يونيو 1970، وفي الولايات المتحدة في 28 يونيو 1970. صعدت الأغنية إلى المركز الثاني على قائمة أفضل الأغاني في المملكة المتحدة، وإلى المركز التاسع على قائمة بيلبورد هوت 100، أصبحت الأغنية منذ ذلك الحين واحدة من أكثر أغاني فريق الكينكس شهرة وشعبية، وتم تصنيفها لاحقًا في المرتبة 422 في قائمة مجلة رولنج ستون «أعظم 500 أغنية في كل العصور»، وفي المرتبة 473 في قائمة مجلة نيو ميوزيكال اكسبريس NME «أعظم 500 أغنية لكل العصور».
ظهرت «لولا» على ألبومات مجمّعة متعددة للفريق وأيضًا ألبومات حية، وفي عام 1980، تم إصدار نسخة حية من الأغنية من ألبوم الفريق «واحد للطريق One for the Road» كأغنية فردية في الولايات المتحدة وبعض الدول الأوروبية، لتحقق نجاحًا طفيفًا، بينما في هولندا أصبحت رقم 1، تمامًا كما حدث في 1970 مع إصدار الاستوديو.

## خلفية الأغنية
ادعى كاتب الأغنية راي ديفيز أن مدير الفريق روبرت وايس كان مصدر إلهامه لكتابة «لولا» الذي أمضى ليلة في باريس وهو يرقص مع امرأة سوداء، وقال ديفيز: «وكان الأمر على ما يرام حتى غادرنا الساعة السادسة صباحًا وأنا أقول لروبرت،» هل رأيت اللحية الخفيفة؟«وقال» نعم«، لكنه كان مخمورًا جدًا بحيث لا يهتم، على ما أعتقد».
قدم ميك أفوري قارع طبول الفريق تفسيرًا بديلاً لكلمات الأغنية، مدعيًا أن الأغنية مستوحاة جزئيًا من تردده على بعض الحانات في غرب لندن. قال أفوري: "اعتدنا أن نعرف هذه الشخصية التي تدعى مايكل ماكغراث، الذي اعتاد أن يلاحق الفريق احياناً، وكان يعمل بالدعاية لمتجر جون ستيفن في شارع كارنابي، وكان يدعوني مع ديفيز إلى حانات المتحولين جنسيًا، ومن هنا جاءت فكرة الأغنية لديفيز.
نفى راي ديفيز المزاعم بأن الأغنية كتبت عن موعد بينه وبين كاندي دارلينج Candy Darling (ممثلة أمريكية متحولة جنسيًا)، ويؤكد ديفيز أن الاثنين خرجا فقط لتناول العشاء معًا وأنه كان يعرف طوال الوقت أن دارلينج كان متحولًا.
قال ديف ديفيز (عازف الجيتار للفريق وشقيق راي ديفيز) في سيرته الذاتية إنه ابتكر الموسيقى لما سيصبح فيما بعد أغنية «لولا»، مشيرًا إلى أن شقيقه راي أضاف الكلمات بعد سماعه اللحن، وفي مقابلة عام 1990، ذكر ديف ديفيز أن «لولا» كتبت بطريقة مشابهة لأغنيتهم «أنت حقا تمكنت منى You Really Got Me»، حيث عمل الاثنان على الهيكل الأساسي للأغنية، قائلاً إن الأغنية كانت جهدًا تعاونيًا أكثر مما يعتقد الكثيرين.
قال راي ديفيز إنه عانى في البداية من كتابة افتتاحية للأغنية تجعلها قابلة للتسويق، لكن بقية الأغنية «جاءت بشكل طبيعي». كان افتتاح الجيتار لبداية الأغنية نتيجة للجمع بين صوت جيتار شركة مارتن  وجيتار شركة دوبرو الرنان، واستخدم راي ديفيز هذا المزيج من أصوات الجيتارات لبداية صوت الجيتار الفريد للأغنية.

## أغنية مثيرة للجدل
شهدت «لولا» جدل بسبب كلماتها. كتبت الصحيفة الأسبوعية البريطانية «ريكورد ميرور» مقالة بعنوان «سجل تغيير الجنس: فريق الكينكس يتحدث»، تناول راي ديفيز الأمر قائلاً: «لا يهم حقًا جنس لولا، أعتقد أنها بخير». بعض المحطات الإذاعية كانت تتجنب الأغنية قبل الكشف عن الآثار المترتبة على الأغنية، وفي 18 نوفمبر 1970، تم منع بث «لولا» في بعض المحطات الإذاعية الأسترالية بسبب «موضوعها المثير للجدل».
حظرت هيئة الإذاعة البريطانية BBC الأغنية لسبب مختلف، حيث يرد في كلمات الأغنية اسم منتج «كوكا كولا»، بينما تمنع سياسة المحطة الدعاية بهذه الطريقة. اضطر راي ديفيز إلى القيام برحلة ذهابًا وإيابًا مسافة 6000 ميل من نيويورك إلى لندن والعودة في 3 يونيو 1970، قاطعًا جولة الفرقة الأمريكية، لتغيير هذه الكلمات، من «كوكا كولا» إلى «تشيري كولا» واصدار ذلك على اسطوانة الأغنية الفردية، وتم تضمين هذا التعديل في ألبومات التجميع المختلفة أيضًا.

## استقبال الأغنية
تلقت الأغنية آراء إيجابية من النقاد عند إصدارها. أشادت جريدة «نيو ميوزيكال اكسبريس NME» بالأغنية باعتبارها «قطعة جذابة ومتألقة». كتب ديف مارش في المجلة الأسبوعية «كريم Creem»: «أول أغنية فاضحة لمثليي الروك». كتبت مجلة بيلبورد الأمريكية عن الأغنية في وقت إصدارها في الولايات المتحدة: «حاليًا الأغنية هي أحد أفضل عشرة أغاني على القائمة البريطانية، تحتوي عنصر الإيقاع الجذاب». وصف ناقد مجلة «رولينج ستون» بول جامباتشيني الأغنية بأنها «رائعة وساحقة». أشاد الناقد الموسيقي روبرت كريستغاو Robert Christgau بالأغنية، على الرغم من رأيه المتباين عن ألبوم الفريق، حيث كتب عن الأغنية: «مذهلة». أشاد ستيفن توماس إيرلوين من موقع «أول ميوزك AllMusic» بالأغنية لصوتها العضلي الهش، الذي يقع في منتصف الطريق بين الصوت الشعبي والهارد روك.
صنف البرنامج الإذاعي الشهير «التيميت كلاسيك روك Ultimate Classic Rock» الأغنية على أنها ثالث أفضل أغنية لفريق الكينكس بقولها «إن عزف الجيتار العظيم الذي يغذي الأغنية هو واحد من أعظم أغاني ديف على الإطلاق». أدرجت مجلة «باستي Paste Magazine» الأغنية على أنها رابع أفضل أغنية للفريق.

## النسخة الحية للأغنية

أغنية "لولا" تسجيل حي 1980

منذ صدور الأغنية وهي تتصدر قوائم العزف في عروضهم المسرحية، وفي عام 1972، ظهر أداء حي للأغنية المسجلة في قاعة كارنيجي في مدينة نيويورك في ألبوم الفريق عام 1972 «كل شخص في العرض المسرحي»، كما صدرت نسخة حية من الأغنية تم تسجيلها في 23 سبتمبر 1979 في بروفيدنس، رود آيلاند، كأغنية منفردة في الولايات المتحدة في يوليو 1980 للترويج للألبوم الحي المسجل من المسرح «واحد للطريق». حققت هذه النسخة الحية من الأغنية نجاحًا معتدلًا، حيث وصلت إلى المركز 81 على بيلبورد هوت 100، كما صدرت أيضًا في بعض البلدان الأوروبية في أبريل 1981، وتصدرت القوائم في كل من هولندا وفي بلجيكا وأستراليا.

## طاقم العزف والتسجيل
إصدار الاستوديو عام 1970
راي ديفيز: غناء وجيتار رنان
ديف ديفيز: جيتار كهربائي ودعم غناء
ميك أفوري: طبول
جون دالتون: جيتار باس
جون جوسلينج: بيانو
كين جونز: ماراكاس
1980نسخة حية عام
راي ديفيز: غناء وجيتار أكوستيك
ديف ديفيز: جيتار كهربائي ودعم غناء
ميك أفوري: طبول
جيم رودفورد: جيتار باس ودعم غناء
إيان جيبونز: لوحات المفاتيح (كيبورد)

## كلمات الأغنية
التقيت بها في نادٍ في سوهو القديمة I met her in a club down in old Soho
حيث تشرب الشمبانيا وتذوق طعمها مثل كوكاكولا Where you drink champagne and it tastes just like Coca-Cola
كولا.. كولا C-O-L-A, Cola
مشيت نحوي وطلبت مني أن أرقص She walked up to me and she asked me to dance
سألتها عن اسمها وبصوت بني غامق قالت لولا I asked her her name and in a dark brown voice she said Lola
لولا.. لولا L-O-L-A, Lola
لا لا لا لا لولا La-la-la-la Lola
حسنًا، أنا لست أقوى الرجال جسديًا في العالم Well, I'm not the world's most physical guy
ولكن عندما احتضنتني بقوة، كادت أن تكسر عمود الفقري، يا لولا But when she squeezed me tight she nearly broke my spine, oh my Lola
لا لا لا لا لولا La-la-la-la Lola
حسنًا، أنا لست غبيًا لكني لا أستطيع أن أفهم Well, I'm not dumb but I can't understand
لماذا تخطو كامرأة ولكنها تتحدث كرجل، يا لولا Why she walked like a woman but talked like a man, oh my Lola
لا لا لا لا لولا La-la-la-la Lola
حسنًا، شربنا الشمبانيا ورقصنا طوال الليل Well, we drank champagne and danced all night
تحت ضوء الشموع الكهربائية Under electric candlelight
حملتني وأجلستني على ركبتيها She picked me up and sat me on her knee
وقالت عزيزي الفتى، ألا تأتي معي للمنزل؟ And said, Dear boy, won't you come home with me
حسنًا، أنا لست أكثر الرجال حماسًا في العالم Well, I'm not the world's most passionate guy
لكن عندما نظرت في عينيها، كدت أن أقع في حب لولا But when I looked in her eyes, well I almost fell for my Lola
لا لا لا لا لولا La-la-la-la Lola
لقد دفعتها بعيدًا I pushed her away
مشيت إلى الباب I walked to the door
سقطت على الأرض I fell to the floor
نزلت على ركبتي I got down on my knees
ثم نظرت إليها وهي نظرت إلي Then I looked at her and she at me
حسنًا، هذه هي الطريقة التي أريدها أن تبقى Well, that's the way that I want it to stay
وأريد دائمًا أن يكون الأمر كذلك بالنسبة لي مع لولا And I always want it to be that way for my Lola
لا لا لا لا لولا La-la-la-la Lola
ستكون الفتيات فتيانًا وسيكون الفتيان فتيات Girls will be boys and boys will be girls
إنه عالم مختلط ومشوش ومشوش، باستثناء لولا It's a mixed up, muddled up, sup world, except for Lola
لا لا لا لا لولا La-la-la-la Lola
حسنًا، لقد غادرت البيت قبل أسبوع واحد فقط Well, I left home just a week before
وأنا لم أقبل امرأة من قبل And I'd never ever kissed a woman before
لكن لولا ابتسمت واخذتني من يدي But Lola smiled and took me by the hand
وقالت عزيزي الفتى، سوف أجعل منك رجلاً And said, Dear boy, I'm gonna make you a man
حسنًا، أنا لست أكثر رجل ذكوري في العالم Well, I'm not the world's most masculine man
لكنني أعرف ما أنا عليه وأنا سعيد لأنني رجل But I know what I am and I'm glad I'm a man
وكذلك لولا And so is Lola
لا لا لا لا لولا La-la-la-la Lola

## وصلات خارجية
https://www.youtube.com/watch?v=1Z8gStsMxx8 لولا (أغنية)
https://www.songfacts.com/facts/the-kinks/lola لولا (أغنية)